# Белая (приток на Кубан)
Белая (на руски: Белая; на адигейски: Шъхьагуащэ) е река в Република Адигея и Краснодарски край на Русия, ляв приток на Кубан, с дължина 273 km и площ на водосборния басейн 5990 km².
Река Белая води началото си от северния склон на Главния (Водоразделен хребет) на Голям Кавказ, между върховете Фиш на югозапад и Ощен на североизток, на 2114 m н.в. Първите около 30 km тече на югоизток и служи за граница между Република Адигея и Краснодарския край, след което завива на север, изцяло навлиза на територията на Република Адигея и до град Майкоп е типична планинска река, с тясна и дълбока долина и бързо течение. След това завива на северозапад и навлиза в южната част на Кубано-Приазовската низина, където долината ѝ е широка, плитка, с полегати брегове, а течението ѝ – бавно и спокойно. В най-долното си течение отново е гранична река между Република Адигея и Краснодарския край. Влива се отляво в река Кубан, на 24 m н.в., срещу станица Васюринская, разположена на десния, северен бряг на Кубан. Основни притоци: леви – Курджипс (100 km), Пшеха (139 km); десни – Молчепа, Киша 52 km), Дах (27 km). Има смесено подхранване (снежно, ледниково, дъждовно) с ясно изразено пролетно пълноводие. През лятото често явление са внезапните прииждания в резултат на поройни дъждове във водосборния ѝ басейн. Замръзва само в студени зими от декември до края на февруари или началото на март. В долното течение голяма част от водите ѝ се използват за напояване. На Белая са изградени две ВЕЦ – Майкопска и Белореченска. По бреговете на реката са разположени няколко десетки населени места, в т.ч. столицата на Република Адигея град Майкоп и град Белореченск в Краснодарски край.